# Ждановка (Костанайский район)
Ждановка (каз. Жданов) — село в Костанайском районе Костанайской области Казахстана. Административный центр Ждановского сельского округа. Находится примерно в 17 километрах к юго-западу от центра города Костаная. Код КАТО — 395445100.

## География
К северо-западу от села находится озеро Каракамыс, в 3 километрах к западу — болото (бывшее озеро) Саратовское.

## Население
По данным 1999 года, в селе не было постоянного населения. По данным переписи 2009 года, в селе проживало 529 человек (275 мужчин и 254 женщины).